# Mjölkbådan
Mjölkbådan är ett skär i Åland (Finland). Det ligger i den sydöstra delen av landskapet, 40 km sydost om huvudstaden Mariehamn.
Terrängen runt Mjölkbådan är mycket platt. Trakten är glest befolkad. Det finns inga samhällen i närheten. 